# Élection gouvernorale de 2006 au Texas
L'élection du gouverneur du Texas de 2006 a eu lieu le 7 novembre. Le sortant républicain Rick Perry a été réélu.

## Primaires

### Primaire républicaine
| Résultats | Résultats   | Résultats     | Résultats | Résultats |
| Partis    | Partis      | Candidats     | Voix      | %         |
| --------- | ----------- | ------------- | --------- | --------- |
|           | Républicain | Rick Perry    | 552 545   | 84,24     |
|           | Républicain | Larry Kilgore | 50 119    | 7,64      |
|           | Républicain | Rhett Smith   | 30 225    | 4,61      |
|           | Républicain | Robert Locke  | 23 030    | 3,51      |

### Primaire démocrate
| Résultats | Résultats | Résultats      | Résultats | Résultats |
| Partis    | Partis    | Candidats      | Voix      | %         |
| --------- | --------- | -------------- | --------- | --------- |
|           | Démocrate | Chris Bell     | 324 869   | 63,88     |
|           | Démocrate | Robert Gammage | 145 081   | 28,53     |
|           | Démocrate | Rashad Jafer   | 38 652    | 7,60      |

## Résultats
| Résultats | Résultats                   | Résultats               | Résultats | Résultats |
| Partis    | Partis                      | Candidats               | Voix      | %         |
| --------- | --------------------------- | ----------------------- | --------- | --------- |
|           | Républicain                 | Rick Perry *            | 1 716 792 | 39,03     |
|           | Démocrate                   | Chris Bell              | 1 310 337 | 29,79     |
|           | Indépendante (Bushiste)     | Carole Keeton Strayhorn | 796 851   | 18,11     |
|           | Indépendant                 | Kinky Friedman          | 547 674   | 12,45     |
|           | Libertarien                 | James Werner            | 26 749    | 0,61      |
|           | Tiers partis & Indépendants | Autres candidats        | 713       | 0,02      |